# 岩淵達治
岩淵 達治（いわぶち たつじ、1927年7月6日 - 2013年2月7日 ）は、日本のドイツ文学者、演劇評論家、演出家、劇作家。学習院大学名誉教授。ベルトルト・ブレヒト研究の第一人者だった。

## 来歴・人物
1927年、東京市麻布区（現・東京都港区麻布）に開業医の子として生まれる。1944年都立一中四修卒、 1947年旧制東京高校卒、 1951年東京大学文学部独文科卒。
埼玉大学文理学部助手、 1953年学習院大学文学部独文科専任講師、 1956年助教授、1967年教授。1997年定年退職。
ドイツ演劇が専門で、千田是也の門下生である。ベルトルト・ブレヒトの全戯曲を翻訳した。演劇の現場にあって、ハイナー・ミュラーの『カルテット』（ピエール・ショデルロ・ド・ラクロ『危険な関係』が原作）を訳し、渡邊守章と競演の形で演出を行った。西ドイツ、東ドイツ、オーストリアからそれぞれ勲章を授与され） 1999年『ブレヒト戯曲全集』の翻訳で日本翻訳文化賞、湯浅芳子賞、レッシング翻訳賞を受賞した。国際演劇評論家協会日本センター初代会長。2012年秋、瑞宝中綬章を受章。
ギュンター・グラスが元ナチスであったことを、2006年8月12日に本人が告白するまで知らず、彼を擁護していた。
学習院女子大学教授（日本近世史専攻）の岩淵令治は長男。

## 著作
- 『ブレヒト 戯曲作品とその遺産』（紀伊国屋新書） 1966
- 『反現実の演劇の論理 ドイツ演劇の異端と正統』（河出書房新社）1972
- 『ブレヒト 人と思想』（清水書院）1980、新版 2015
- 『《三文オペラ》を読む』（岩波書店、岩波セミナーブックス） 1993
- 『シュニツラー 人と思想』（清水書院）1994、新版 2016
- 『雪のベルリンタカラヅカ 岩淵達治戯曲集 宝塚についての宝塚では上演できない歴史喜劇』（カモミール社） 2002
- 『水晶の夜、タカラヅカ』（青土社） 2004
- 『ブレヒトと戦後演劇 私の60年』（みすず書房） 2005
- 『ブレヒト没後五十年』（カモミール社） 2006

### 共編著
- 『ブレヒト演劇入門 「肝っ玉おっ母とその子供たち」上演をめぐって』（千田是也共編、白水社） 1967
- 『クルト・ヴァイル ブレヒト演劇からブロードウェイ・ミュージカルへ』（早崎えりな共著、ありな書房） 1985
- 『現代演劇101物語』（編、新書館） 1996

## 翻訳
- 『還りゆく道』（エーリヒ・マリア・レマルク、三笠書房、世界文学全集） 1955
- 『恋人の気まぐれ』（人文書院、ゲーテ全集3） 1960
- 『軍人たち』（フリードリヒ・レンツ、筑摩書房、世界文学大系89） 1963
- 『オッペンハイマー事件 水爆・国家・人間』（H・キップハルト、雪華社） 1965
- 『車輪の下』（ヘッセ、旺文社文庫） 1966
- 『ロッキーの蒼鷹』（講談社、世界動物小説集） 1967
- 『幻想と頽廃』（エルンスト・フィッシャー、合同出版） 1968
- 『アウシュヴィツの子供たち』（インゲ・ドイチュクローン編著、河出書房新社） 1968
- 『知識人の問題』（エルンスト・フィッシャー、合同出版） 1968
- 『兵卒タナカ』（ ゲオルグ・カイザー、白水社、現代世界演劇） 1970
- 『故障 - 今日なお可能な物語』（フリードリヒ・デュレンマット、種村季弘編、白水社、現代ドイツ幻想小説） 1970
- 『ベルトルト・ブレヒトと演劇』（ヘルベルト・イェーリング、朝日出版社） 1971
- 『死人に口なし』（アルトゥル・シュニッツラー、集英社、ドイツ短篇24） 1971
- 『メアリ・スチュアート』（白水社、シラー名作集） 1972
- 『ペンテシレイア』（白水社、クライスト名作集） 1972
- 『むずかしい男 / 新人の演劇 / 塔 』（河出書房新社、ホーフマンスタール選集4） 1973
- 『ダマスカスへ 第1部』（白水社、ストリンドベリ名作集） 1975
- 『人間の演劇』（ジョルジョ・ストレーレル、テアトロ）1978
- 『子羊アスカの死の舞踏』（イボー・アンドリッチ、講談社、世界動物文学全集3） 1979
- 『ある狼の運命』（ムフタール・アウエゾフ、講談社、世界動物文学全集11） 1979
- 『マリア・ブラウンの結婚』（ゲールハルト・ツヴェレンツ、共訳、朝日出版社） 1982
- 『メフィスト - 出世物語』（クラウス・マン、共訳、三修社） 1983
- 『モリス・ラヴェル その生涯と作品』（H・H・シュトゥッケンシュミット、音楽之友社） 1983
- 『地霊・パンドラの箱 - ルル二部作』（フランク・ヴェデキント、岩波文庫） 1984
- 『クルト・トゥホルスキー選集 1』（共訳、ありな書房） 1984
- 『ゴッゴローリ伝説』（ミヒァエル・エンデ、岩波書店） 1985
- 『ヴァイルとブレヒト 時代を映す音楽劇』（ゴットフリート・ヴァーグナー、音楽之友社） 1986
- 『キャバレーの文化史 2』（ハインツ・グロイル、共訳、ありな書房） 1988
- 『鳩』（パトリック・ジュースキント、同学社） 1989
- 『ニュー・ジャーマン・シネマ』（ハンス＝ギュンター・プフラウム, ハンス＝ヘルムート・プリンツラー、未來社） 1990
- 『ハムレットマシーン シェイクスピア・ファクトリー』（ハイナー・ミュラー、谷川道子共訳、未來社、ハイナー・ミュラー・テクスト集1） 1992
- 『メディアマテリアル ギリシア・アルシーヴ』（ハイナー・ミュラー、共訳、未來社、ハイナー・ミュラー・テクスト集2） 1993
- 『カルテット ミュラー・コンテンポラリー』（ハイナー・ミュラー、共訳、未來社、ハイナー・ミュラー・テクスト集3） 1994
- 『ワーグナーと人種差別問題 ワーグナーの反ユダヤ主義 - 今日に至るまでの矛盾と一貫性』（ゴットフリート・ワーグナー、BOC出版部） 1995
- 『輪舞 戲曲』（シュニッツラー、現代思潮社）1997
- 『ヴァーグナー家の黄昏』（ゴットフリート・ヴァーグナー、狩野智洋共訳、平凡社） 1998
- 『34のハーブメルヘン』（フォルケ・テゲットホッフ、共訳、あむすく） 1999
- 『私の一世紀』（ギュンター・グラス、林睦実共訳、早稲田大学出版部） 2001
- 『ゼルプの裁き』（ベルンハルト・シュリンク, ヴァルター・ポップ、共訳、小学館） 2002
- 『ゼルプの殺人』（シュリンク、共訳、小学館） 2003
- 『ゴルディオスの結び目』（シュリンク、共訳、小学館） 2003
- 『過去の責任と現在の法 ドイツの場合』（シュリンク、藤倉孚子, 中村昌子, 岩井智子共訳、岩波書店） 2005
- 『ヴォイツェク・ダントンの死 / レンツ』（ゲオルク・ビュヒナー、岩波文庫） 2006
- 『われらはみな、アイヒマンの息子』（ギュンター・アンダース、晶文社） 2007

### ブレヒト
- 『家庭教師』（白水社、ブレヒト戯曲選集5） 1962
- 『男は男だ / まる頭ととんがり頭 』（ブレヒト、河出書房新社、世界文学全集） 1965
- 『アルトウロ・ウイの興隆』（ブレヒト、筑摩書房、世界文学大系95） 1965
- 『ブレヒト詩論集』（現代思潮社） 1965
- 『屠殺場の聖ヨハンナ / シモーヌ・マルシャールの幻覚 / ルーアンのジャンヌ・ダルク裁判一四三一』（ブレヒト、三修社、ドイツの文学8） 1966
- 『ブレヒト教育劇集』（千田是也共訳、未來社） 1967
- 『三文小説』（ブレヒト、菊盛英夫共訳、中央公論社、世界の文学） 1969[3]
- 『パリ・コミューン』（ブレヒト、朝日出版社） 1970
- 『ユリウス・カエサル氏の商売』（ブレヒト、河出書房新社） 1973 / あいんしゅりっと 2025（改訂新版、平田栄一朗解説）
- 『ブレヒト作業日誌』全4冊（共訳、河出書房新社） 1976 - 1977、改訂新版（上・下） 2007
- 『ガリレイの生涯』（ブレヒト、岩波文庫） 1979
- 『ブレヒト戯曲全集』全8巻別巻1（未來社） 1998 - 2001
- 『ブレヒトの写針詩』（みすず書房、大人の本棚） 2002
- 『肝っ玉おっ母とその子どもたち』（ブレヒト、岩波文庫） 2004
- 『三文オペラ』（ブレヒト、岩波文庫） 2006

### ペーター・ヴァイス
- 『追求 - アウシュヴィツの歌』（ペーター・ヴァイス、白水社） 1966
- 『マラーの迫害と暗殺』（ペーター・ヴァイス、内垣啓一共訳、白水社） 1967
- 『ベトナム討論』（ペーター・ヴァイス、白水社） 1968
- 『亡命のトロツキー』（ペーター・ヴァイス、白水社） 1970
- 『ヘルダーリン』（ペーター・ヴァイス、野村一郎共訳、白水社） 1972

### ドイツ語訳
- 『Tod im Hochsommer』（三島由紀夫「真夏の死」、Erdmann） 1969
- 『Der Fang』（大江健三郎「飼育」、Suhrkamp） 2001 ほか

## その他
- 翻案『八軒長屋 芝居版』（村上浪六原作、現代思潮新社）2007
- 歌詞『ワルツ』（映画「他人の顔」挿入歌。武満徹作曲）

## 記念論集
- 『ドイツ演劇・文学の万華鏡 岩淵達治先生古希記念論集』（同学社）1997